# PGC 198197
PGC 198187  هو زوج متداخل من المجرات الحلزونية في كوكبة معمل النحات بجوار مجرة معمل النحات NGC 253 . يسمى هذا الزوج أيضا الزوج المتحجب  للمسح الفلكي 2MASX J00482185-2507365 (بالإنكليزية: 2MASX J00482185-2507365 occulting pair) حيث أكتشف بواسطة المسح الفلكي المسمى 2MASX . كلا المجرتين أبعد من مجرة النحات . تنزاح المجرة الأمامية بمقدار (0.0008 < z < 0.06) انزياح نحو الأحمر وتقع بين المجرة NGC 253 والمجرة الواقعة في الخلفية التي تقع على مسافة تقارب 800 مليون سنة ضوئية من الأرض .
يضيء هذا الزوج من المجرات توزيع الغبار المجري وراء الأذرع المرئية للمجرة الحلزونية. يُظهر المدى غير المتوقع للغبار الموجود خارج حدود الأذرع المرصعة بالنجوم، يُظهر مناطق جديدة جديرة للدراسة الفلكية خارج المجرة. تمتد الأذرع المغبرة عبر 6 أضعاف نصف قطر الأذرع المرصعة بالنجوم للمجرة ، وتظهر مظللة في صور تلسكوب هابل الفضائي مقابل الحوصلة المركزية للمجرة الخلفية.

## وصلات خارجية
- NASA Galaxy Silhouettes
- NASA Hubblesite
  - Galaxy Silhouettes press release
  - Galaxy Silhouettes Fast Facts
- NASA Hubble Heritage Project
  - Overlapping Galaxies
  - in relation to NGC 253
  - original images
- SpaceSpin.org Galaxy Silhouettes